# Morti nell'851
| Questa pagina contiene informazioni ricavate automaticamente dalle voci biografiche con l'ausilio del template Bio e di un bot. L'aggiornamento è periodico e automatico e ricostruisce completamente la pagina. Se manca una persona in questa lista, sei pregato di non aggiungerla, ma accertati piuttosto che la sua voce biografica contenga il template Bio e che i dati anagrafici siano correttamente compilati. Se il template Bio manca, inseriscilo tu stesso o, in alternativa, metti l'avviso {{tmp\|Bio}} che ne segnala la mancanza. Se i dati riportati sono sbagliati, correggi direttamente la voce biografica; le modifiche saranno visibili in questa lista entro pochi giorni. Per chiarimenti vedi il progetto biografie. La lista contiene solo le 13 persone che sono citate nell'enciclopedia e per le quali è stato implementato correttamente il template Bio. Pagina aggiornata al 18 giu 2025. |

- 17 gennaio - Abû 'l-Aghlâb Ibrahim ibn Allah, emiro
- 20 marzo - Ermengarda di Tours, nobile tedesca
- 17 aprile - Michele II di Alessandria, arcivescovo cristiano orientale egiziano
- 24 novembre - Flora di Cordova, santa spagnola
- 24 novembre - Marta di Cordova, santa spagnola
- Dauferio il Muto, nobile longobardo
- Ebbone, arcivescovo, abate e teologo franco (n. 775)
- Freculfo di Lisieux, vescovo e storico franco
- Nominoë, sovrano
- Nunilone e Alodia, santa spagnola
- Radelchi I di Benevento, principe longobardo
- Siconolfo di Salerno, principe longobardo
- Ólchobar mac Cináeda, re irlandese